# Temperatura
La temperatura di un corpo può essere definita come una misura dell'energia di agitazione delle entità molecolari dalle quali è costituito. È una proprietà fisica intensiva rappresentata da una grandezza scalare.
La temperatura può essere utilizzata per prevedere la direzione verso la quale avviene lo scambio termico tra due corpi. Infatti, la differenza di temperatura tra due sistemi che sono in contatto termico determina un flusso di calore in direzione del sistema meno caldo finché non sia raggiunto l'equilibrio termico.

## Storia

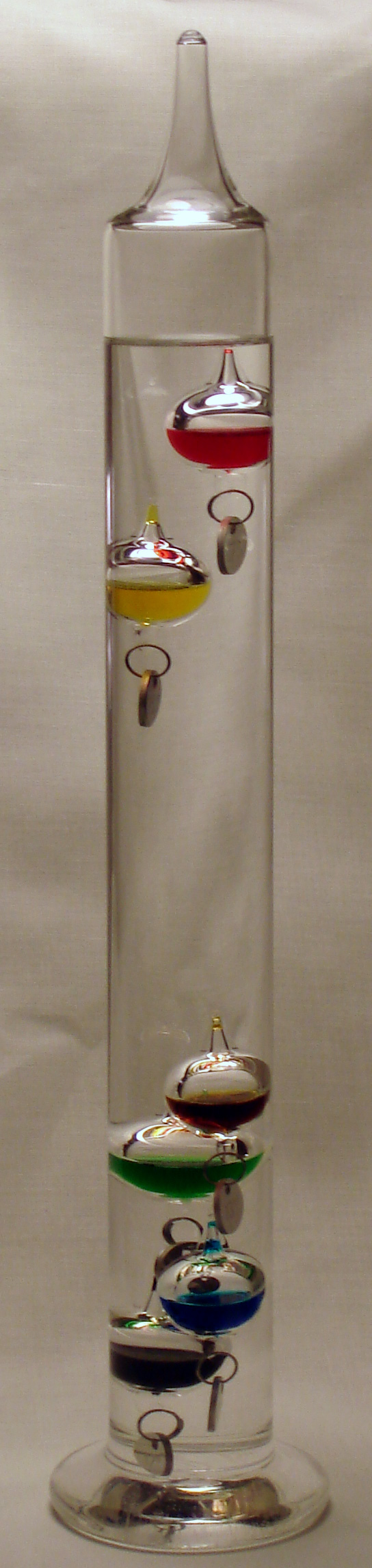
Termometro galileiano

Il concetto di temperatura nasce come tentativo di quantificare le nozioni comuni di "caldo" e "freddo". In seguito, la comprensione via via maggiore dei fenomeni termici estende il concetto di temperatura e mette in luce il fatto che le percezioni termiche al tatto sono il risultato di una complessa serie di fattori (calore specifico, conducibilità termica, eccetera) che include la temperatura. Tuttavia, la corrispondenza tra le impressioni sensoriali e la temperatura è approssimativa: infatti, in genere, al tatto, il materiale a temperatura più alta appare più caldo, anche se ci sono numerose eccezioni. Per esempio un oggetto d'argento viene percepito come più freddo (o più caldo) di un oggetto di plastica che si trovi alla stessa temperatura, se tale temperatura è minore (o maggiore) della temperatura del corpo umano, e questo a causa della diversa conduttività termica, che fa sì che siano diverse le velocità con cui viene sottratto calore dalla superficie della cute.
Ciò è dovuto al fatto che il nostro cervello percepisce la temperatura in corrispondenza delle terminazioni nervose, il che implica che a innescare la percezione di caldo/freddo è la variazione di temperatura della parte del nostro corpo in contatto con il materiale, non la temperatura del materiale. Per tale motivo, l'argento è recepito come "più caldo" rispetto ad un oggetto di plastica alla stessa temperatura se tale temperatura è maggiore della temperatura del corpo umano, poiché l'argento, essendo un ottimo conduttore termico, scambia calore più velocemente rispetto alla plastica, scaldando la pelle più velocemente. Per lo stesso motivo, l'argento è recepito come "più freddo" rispetto ad un oggetto di plastica alla stessa temperatura se tale temperatura è inferiore della temperatura del corpo umano.
I primi tentativi di dare un numero alla sensazione di caldo o di freddo risalgono ai tempi di Galileo e dell'Accademia del Cimento. Il primo termometro ad alcool, di tipo moderno, viene attribuito tradizionalmente all'inventiva del granduca di Toscana Ferdinando II de' Medici. Ma si va affermando la convinzione che il termometro a liquido in capillare chiuso sia stato inventato da altri, molto prima. Il termometro a mercurio viene attribuito a Gabriel Fahrenheit, che nel 1714 introdusse una scala di temperature in uso ancor'oggi; un'altra, detta all'epoca della definizione scala centigrada, si deve a Anders Celsius nel 1742.
La relativa precocità delle misure di temperatura non implica che il concetto di temperatura fosse ben chiaro a quei tempi. La distinzione chiara fra calore e temperatura è stata posta solo dopo la metà del 1700, da Joseph Black. In ogni caso, il termometro consente di definire il concetto di equilibrio termico.

## Descrizione

Termometro a lamina bimetallica

La temperatura è la proprietà fisica che registra il trasferimento di energia termica da un sistema a un altro. Quando due sistemi si trovano in equilibrio termico, non avviene nessun trasferimento di energia e si dice che sono alla stessa temperatura. Quando esiste una differenza di temperatura, il calore tende a muoversi dal sistema che viene detto a temperatura più alta verso il sistema che diremo a temperatura più bassa, fino al raggiungimento dell'equilibrio termico.
Il trasferimento di calore può avvenire per conduzione, convezione o irraggiamento.Le proprietà formali della temperatura vengono studiate dalla termodinamica. La temperatura svolge un ruolo importante in quasi tutti i campi della scienza, in particolare in fisica, chimica, biologia. La temperatura non è una misura della quantità di energia termica o calore di un sistema: non ha senso chiedersi quanto calore possieda un corpo; è, però, a essa correlata. Pur con notevoli eccezioni, se a un sistema viene fornito calore, la sua temperatura aumenta, mentre, se gli viene sottratto calore, la sua temperatura diminuisce; in altre parole, un aumento di temperatura del sistema corrisponde a un assorbimento di calore da parte del sistema, mentre un abbassamento di temperatura del sistema corrisponde a una cessione di calore da parte del sistema.
Su scala microscopica, nei casi più semplici, la temperatura di un sistema è legata in modo diretto al movimento casuale dei suoi atomi e delle sue molecole, cioè un incremento di temperatura corrisponde a un incremento del movimento degli atomi. Per questo, la temperatura viene anche definita come l'indice dello stato di agitazione molecolare del sistema (inoltre l'entropia viene definita come lo stato di disordine molecolare). Ci sono casi in cui è possibile fornire o sottrarre calore senza variazione della temperatura, poiché il calore fornito o sottratto può essere causa della variazione di qualche altra proprietà termodinamica del sistema (pressione, volume, ecc.), oppure può essere implicata in fenomeni di transizione di fase (come i passaggi di stato), descritti termodinamicamente in termini di calore latente. Analogamente, è possibile aumentare o diminuire la temperatura di un sistema senza fornire o sottrarre calore.
La temperatura è una grandezza fisica scalare ed è intrinsecamente una proprietà intensiva di un sistema. Essa, infatti, non dipende dalle dimensioni del sistema o dalla sua quantità di materia, ma non corrisponde alla densità di nessuna proprietà estensiva.

### Misurazione

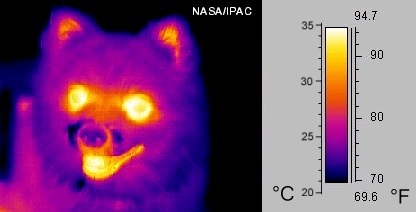
Immagine all'infrarosso di un cane, con relativa codifica dei falsi colori nelle scale Celsius e Fahrenheit

Sono stati sviluppati molti metodi per la misurazione della temperatura. La maggior parte di questi si basa sulla misurazione di una delle proprietà fisiche di un dato materiale, che varia in funzione della temperatura.
Uno degli strumenti di misura più comunemente utilizzati per la misurazione della temperatura è il termometro a liquido. Esso consiste di un tubicino capillare di vetro riempito con mercurio o altro liquido. L'incremento di temperatura fa espandere il liquido e la temperatura viene determinata misurando il volume del fluido all'equilibrio. Questi termometri possono essere calibrati in modo che sia possibile leggere le temperature su una scala graduata, osservando il livello del fluido nel termometro.
Un altro tipo di termometro è il termometro a gas.
Altri strumenti per la misurazione della temperatura sono:
- termocoppia
- termistore
- termoresistenza
- pirometro

I termometri che acquisiscono immagini nella banda dell'infrarosso sfruttano tecniche di termografia, basate sul fatto che ogni corpo emette radiazioni elettromagnetiche la cui intensità dipende dalla temperatura.
In certe condizioni, il calore dello strumento può introdurre una variazione della temperatura: la misura rilevata risulta quindi differente dalla temperatura del sistema. In questi casi, la temperatura misurata varia non solo con la temperatura del sistema, ma anche con le proprietà di trasferimento di calore del sistema. Per esempio, in presenza di un forte vento, a parità di temperatura esterna, si ha un abbassamento della temperatura corporea, dovuto al fatto che l'aria accelera i processi evaporativi dell'epidermide. La temperatura dell'aria misurata con un termometro avvolto in una garza umida prende il nome di temperatura di bulbo umido. Essa è influenzata dall'umidità relativa del flusso: con il diminuire di questo valore, una quota crescente di calore dell'acqua all'interno della garza viene assorbito dalla porzione di acqua che evapora. Ciò causa l'abbassamento di temperatura dell'acqua rimanente. Succede di conseguenza che la temperatura di bulbo umido, in generale, risulti inferiore alla corrispondente temperatura misurata a bulbo secco (o asciutto). In questo modo, è possibile determinare con buona approssimazione l'umidità relativa di una massa d'aria conoscendo le due temperature.
Nello specifico, il sudore si porta sulla superficie corporea da cui tenderà a evaporare assorbendo calore latente di vaporizzazione: questo assorbimento di calore dovuto al passaggio di stato dell'acqua (sudore che evapora) comporta un abbassamento della temperatura corporea quale conseguenza del fatto che il calore viene prelevato dall'organismo; ora: essendo l'evaporazione un processo diffusivo, esso viene accelerato in rapporto al gradiente di concentrazione del vapore in aria.
Se ci troviamo in presenza di vento, il gradiente di concentrazione del vapore in prossimità dell'interfaccia pelle/aria verrà mantenuto basso grazie alla continua diluizione del fluido (aria).
In pratica, l'aria contiene una certa quantità di vapore, detta umidità relativa, che è frazione della quantità massima di vapore contenibile (si veda la pressione di vapore a saturazione), che è a sua volta funzione esclusiva della temperatura; il sudore, evaporando, tenderà ad aumentare la concentrazione di vapore nell'aria attigua alla superficie da cui sta evaporando (interfaccia pelle/aria). 
Se non vi fosse movimento d'aria, il vapore tenderebbe a diffondersi pian piano dalla zona a più alta concentrazione (prossimità del corpo) alla zona a concentrazione più bassa (resto dell'ambiente circostante), con una velocità che diminuirebbe man mano che la concentrazione di vapore nell'aria aumenta (in concomitanza con la diminuzione progressiva del gradiente di concentrazione), il tutto seguendo una legge di diffusione (leggi di Fick). 
In questo caso, il processo avverrebbe con una velocità contenuta. 
Nel caso, invece, in cui fosse presente del vento, questo andrebbe a diluire l'aria carica di vapore in prossimità della superficie cutanea con dell'aria a tenore di vapore più basso (quella dell'ambiente circostante), andando così a ristabilire il precedente gradiente di concentrazione accelerando il tal modo l'evaporazione.
Un'evaporazione accelerata aumenta la velocità di cessione di calore latente di evaporazione con conseguente abbassamento della temperatura. Ecco perché un corpo bagnato cede calore più velocemente di uno asciutto, da cui il concetto di temperatura di bulbo umido.

### Equilibrio termico e misura della temperatura con il termometro
Due corpi A e B si dicono in equilibrio termico quando hanno la medesima temperatura, misurata con l'aiuto di un terzo corpo, il termometro C. Quando {\displaystyle T_{C}=T_{A}} e {\displaystyle T_{C}=T_{B}} si afferma che {\displaystyle T_{A}=T_{B}} e quindi A e B sono in equilibrio.
Si tratta dell'applicazione alla fisica di uno dei principi fondamentali della logica, il principio della transitività dell'uguaglianza, per questo alcuni chiamano l'affermazione sopraddetta "principio zero della termodinamica".
Il principio zero è ridondante con le comuni assiomatizzazioni della termodinamica.

## Unità di misura
La temperatura non costituisce una vera e propria grandezza fisica. La proprietà fisica che il concetto di temperatura intende quantificare può essere ricondotta essenzialmente a una relazione d'ordine fra i sistemi termodinamici rispetto al verso in cui fluirebbe il calore se fossero messi a contatto. Per questo, alla scelta, necessariamente arbitraria, di un'unità di misura per una grandezza fisica, corrisponde, nel caso della temperatura, la scelta, anch'essa necessariamente arbitraria, di una scala di misurazione.
L'arbitrarietà in questo caso è maggiore rispetto a quello dell'unità di misura per grandezza fisica: in quest'ultimo, la relazione di trasformazione fra un'unità di misura e un'altra può essere solo proporzionale (il rapporto fra le due unità di misura considerate). Nel caso della temperatura, invece, una qualsiasi trasformazione monotòna di una particolare scala termometrica scelta preserverebbe comunque la relazione d'ordine e dunque quella così ottenuta costituirebbe un'alternativa del tutto legittima al problema di quantificare la temperatura. Ecco perché, per esempio, le scale termometriche di Celsius, di Kelvin e di Fahrenheit hanno fra di loro relazioni che includono costanti additive (dunque non sono proporzionali).

### Scale termodinamiche relative

Rappresentazione del punto triplo dell'acqua nel relativo diagramma di stato pressione-temperatura

Le prime unità di temperatura, dell'inizio del '700, sono di derivazione completamente empirica poiché si riferiscono tutte alla transizione di stato di una sostanza in condizioni ambiente. Sono anteriori anche al pieno sviluppo della termodinamica classica. Per citarne alcune, appartengono a questa categoria le scale Rømer (1701), Newton (attorno al 1700), Réaumur (1731), Fahrenheit (1724), Delisle o de Lisle (1738), Celsius (1742), Leiden (circa 1894?). Tutte le unità di misura di queste scale venivano e sono tuttora chiamate "gradi" (cui corrisponde sempre il prefisso ° al simbolo dell'unità: °C è il simbolo del grado Celsius).
In Europa, nelle applicazioni di tutti i giorni è ancora comunemente usata e tollerata la scala Celsius (chiamata in passato "scala centigrada"), nella quale si assume che il valore di 0 °C corrisponde al punto di fusione del ghiaccio e il valore di 100 °C corrisponde al punto di ebollizione dell'acqua a livello del mare.
Il simbolo °C si legge «grado Celsius» perché la dizione «grado centigrado» non è più accettata dal SI.
Nel Sistema Internazionale il grado Celsius è tollerato.
Un'altra scala relativa, usata spesso nei Paesi anglosassoni, è la scala Fahrenheit. Su questa scala, il punto di fusione del ghiaccio corrisponde a 32 °F (attenzione a non confondere temperatura di fusione 0 °C, cioè 32 °F, con temperatura di congelamento, che comincia a 4 °C, cioè 39,2 °F); e quello di ebollizione dell'acqua a 212 °F (temperatura che rimane invariata per tutto il tempo di ebollizione, cioè cambiamento di fase).
La seguente equazione converte i gradi Fahrenheit in gradi Celsius:
{\displaystyle T(^{o}C)={\frac {5}{9}}\times [T(^{o}F)-32]}.

### Scale termodinamiche assolute
Le unità assolute nascono nella seconda metà del 1800 e tengono conto del traguardo raggiunto dalla termodinamica classica rappresentato della definizione della temperatura assoluta. In ordine, alcune delle più importanti sono: il grado Rankine (1859), il kelvin (1862).
Il kelvin è tuttora l'unità di misura adottata dal Sistema Internazionale (simbolo: K). Il sistema internazionale considera sbagliati sia la dicitura "grado kelvin" sia l'uso del simbolo °K. Fino al 2019, un kelvin (1 K) viene formalmente definito come la frazione 1/273,16 della temperatura del punto triplo dell'acqua (il punto in cui acqua, ghiaccio e vapore acqueo coesistono in equilibrio).
Una differenza di temperatura in kelvin quindi è equivalente in Celsius, ma le scale sono fra loro diverse in quanto hanno punto zero diverso: c'è uno scostamento tra le due pari alla temperatura assoluta della fusione dell'acqua a pressione atmosferica: 273,15 K:
{\displaystyle T(K)=T(^{o}C)+273,15}
Dal 2019, la scala termometrica assoluta viene definita a partire dalla costante di Boltzmann, il cui valore è definito esatto (vedi paragrafo più avanti "temperatura fondamentale").

### Tabella comparativa delle scale termodinamiche
La seguente tabella mette a confronto varie scale di misurazione della temperatura; i valori riportati, quando necessario, sono arrotondati per difetto.
| Descrizione | kelvin | Celsius | Fahrenheit | Rankine | Delisle | Newton | Réaumur | Rømer   |
| --- | ------ | ------- | ---------- | ------- | ------- | ------ | ------- | ------- |
| Zero assoluto | 0      | −273,15 | -459,67    | 0       | 559,725 | −90,14 | −218,52 | −135,90 |
| Temperatura più bassa registrata sulla superficie terrestre. (Base Vostok, Antartide - 21 luglio 1983)                                               | 184    | −89,2   | −128,2     | 331,47  | 283,5   | −29,37 | −71,2   | −39,225 |
| Soluzione salina di Fahrenheit | 255,37 | −17,78  | 0          | 459,67  | 176,67  | −5,87  | −14,22  | −1,83   |
| Temperatura di fusione dell'acqua a pressione standard.                                                                                              | 273,15 | 0       | 32         | 491,67  | 150     | 0      | 0       | 7,5     |
| Temperatura media della superficie terrestre | 288    | 15      | 59         | 518,67  | 127,5   | 4,95   | 12      | 15,375  |
| Temperatura media di un corpo umano. | 310,0  | 36,8    | 98,2       | 557,9   | 94,5    | 12,21  | 29,6    | 26,95   |
| Temperatura più alta mai registrata sulla superficie terrestre. (Death Valley, USA - 18 luglio 1960, 17 luglio 1998, 19 luglio 2005 e 6 luglio 2007) | 331    | 53,9    | 129,0      | 596,07  | 63      | 19,14  | 46,4    | 37,95   |
| Temperatura di ebollizione dell'acqua a pressione standard.                                                                                          | 373,15 | 100     | 212        | 671,67  | 0       | 33     | 80      | 60      |
| Temperatura di fusione del titanio. | 1 941  | 1 668   | 3 034      | 3 494   | −2 352  | 550    | 1 334   | 883     |
| Temperatura della fotosfera del Sole. | 5 800  | 5 526   | 9 980      | 10 440  | −8 140  | 1 823  | 4 421   | 2 909   |

### Temperatura fondamentale
Con l'avvento a fine Ottocento della meccanica statistica, la temperatura assoluta è stata definitivamente fatta coincidere con l'energia di agitazione termica delle molecole del materiale considerato. Perciò, la temperatura può essere misurata in unità di misura energetiche (per esempio il joule nel Sistema Internazionale, oppure l'erg o l'elettronvolt), introducendo un fattore di conversione:
{\displaystyle T(u.e.)=k_{B}\,T(u.t.a.)}
questo fattore di conversione (o costante dimensionale) viene chiamato costante di Boltzmann e ha le dimensioni di unità di energia/unità di temperatura assoluta. La temperatura espressa in unità energetiche viene anche detta temperatura fondamentale (per quanto la grandezza sia sempre la medesima, la temperatura: cambiano solo le unità di misura). Per esempio, per convertire un valore di temperatura da kelvin a joule, la costante di Boltzmann deve essere espressa in joule/kelvin, e, in questo caso, ha (dal 2019) valore numerico esatto:
{\displaystyle k_{\mathrm {B} }=1{,}380\,649\times 10^{-23}\mathrm {\ J\,K^{-1}} }
Invece, se si vuole convertire un valore di temperatura da kelvin a elettronvolt, il valore è il precedente diviso per il valore della carica fondamentale, quindi:
{\displaystyle k_{\mathrm {B} }=8{,}617\,333\,262...\times 10^{-5}\mathrm {\ eV\,K^{-1}} }
Quindi, per esempio, 27,0 °C equivalgono a 27,0+273,15= 300,15 kelvin che equivalgono a qualche zeptojoule, ovvero a qualche centielettronvolt:
{\displaystyle T=1{,}380\,649\times 10^{-23}\mathrm {\ J\,K^{-1}} \times 300{,}15\mathrm {K} \approx 4{,}14\,\mathrm {zJ} }
{\displaystyle T=8{,}617\,333\,262...\times 10^{-5}\mathrm {\ eV\,K^{-1}} \times 300{,}15\mathrm {K} \approx 25{,}9\,\mathrm {meV} }
Come Planck ha scritto nella sua Nobel lecture nel 1920:
In effetti, Boltzmann fu il primo a mettere in relazione entropia e probabilità nel 1877, ma sembra che tale relazione non sia mai stata espressa con una specifica costante finché Planck, nel 1900 circa, introdusse per primo kB, calcolandone il valore preciso, e dandole il nome in onore di Boltzmann. Prima del 1900, le equazioni in cui ora è presente la costante di Boltzmann non erano scritte utilizzando l'energia delle singole molecole, ma nella costante universale dei gas e nell'energia interna macroscopica del sistema.

## Fondamenti teorici

### Definizione di temperatura a partire dal principio zero della termodinamica
Se poniamo in contatto termico due sistemi inizialmente chiusi e di volume fissato (per esempio due vani di un recipiente a pareti rigide, separati da una parete non adiabatica, anch'essa rigida), avverranno cambiamenti nelle proprietà di entrambi i sistemi, dovuti al trasferimento di calore tra loro. Il raggiungimento dell'equilibrio termico si ha dopo un certo intervallo di tempo: si raggiunge uno stato termodinamico di equilibrio in cui non avvengono più cambiamenti.
Una definizione formale della temperatura si può ottenere dal principio zero della termodinamica, che afferma che se due sistemi ({\displaystyle A} e {\displaystyle B}) sono in equilibrio termico tra loro e un terzo sistema ({\displaystyle C}) è in equilibrio termico con {\displaystyle A}, allora anche i sistemi {\displaystyle B} e {\displaystyle C} sono in equilibrio termico. Il principio zero della termodinamica è una legge empirica, cioè è basata sull'osservazione dei fenomeni fisici. Siccome {\displaystyle A}, {\displaystyle B} e {\displaystyle C} sono in equilibrio termico tra loro, è ragionevole asserire che questi sistemi condividono un valore comune di qualche loro proprietà. Meglio ancora, possiamo dire che ciascuno di questi sistemi si trova in uno stato termico equivalente ("allo stesso livello") rispetto a un ordinamento basato sulla direzione del flusso di calore eventualmente scambiato. Il concetto di temperatura esprime proprio questa "scala di ordinamento".
Per quanto detto, il valore assoluto della temperatura non è misurabile direttamente, perché rappresenta solo un livello (grado) su una scala. È possibile scegliere delle "temperature di riferimento", o "punti fissi", basandoci su fenomeni che avvengono a temperatura costante, come la fusione o l'ebollizione (cambiamenti di stato) dell'acqua, ed esprimere la temperatura di un sistema come compresa fra due delle temperature scelte come riferimento. È chiaro che, così facendo, avremmo bisogno di un numero via via maggiore di temperature di riferimento per poter distinguere il livello termico di due sistemi molto vicini fra loro sulla scala termometrica.
In alternativa, si può considerare un sistema fisico e una sua proprietà che sperimentalmente varia con la temperatura. Per esempio, certi metalli come il mercurio variano il proprio volume in corrispondenza di variazioni di temperatura. Finché non viene stabilita una scala termometrica, non è possibile stabilire in maniera quantitativa la dipendenza del volume dalla temperatura. Non ha senso chiedersi se l'aumento è lineare, quadratico o esponenziale, perché per il momento la temperatura è solo una "proprietà di ordinamento". Possiamo invece usare le misure della grandezza termoscopica scelta, la dilatazione del metallo, per assegnare un valore numerico alla temperatura. Basterà prendere una sola temperatura di riferimento (per esempio quella di fusione dell'acqua) e misurare la lunghezza di una barra di metallo termoscopico a quella temperatura.
Qualsiasi altro sistema che, in equilibrio termico con quella barra, risulterà in una lunghezza maggiore (minore) sarà a temperatura maggiore (minore) della temperatura di fusione dell'acqua. Inoltre, basterà confrontare la lunghezza della barra in equilibrio con due sistemi diversi per poter stabilire, senza bisogno di metterli a contatto, quale dei due è a temperatura più alta. Quindi, è possibile sfruttare la lunghezza della barra come valore numerico per indicare la temperatura di sistema. L'andamento lineare fra le differenze di temperatura di due sistemi e le differenze di lunghezza nella barra termoscopica non è una proprietà fisica del metallo, bensì una conseguenza della definizione di grado termometrico.
Le scelte del sistema fisico e della grandezza termoscopica, che cioè varia con la temperatura, da impiegare come riferimento sono arbitrarie.
Si può considerare, per esempio, come sistema termodinamico di riferimento una certa quantità di gas. La legge di Boyle indica che la pressione p di un gas è direttamente proporzionale alla temperatura, mentre la legge di Gay-Lussac indica che la pressione è direttamente proporzionale alla densità di numero. Questo può essere espresso dalla legge dei gas ideali come:
{\displaystyle p=nT}
dove {\displaystyle T} è la temperatura assoluta, {\displaystyle n} è la densità numerica del gas (misurabile per esempio in unità fisiche tipo molecole/nanometro cubo, o in unità tecniche come moli/litro introducendo il fattore di conversione corrispondente alla costante dei gas). Si può quindi definire una scala di temperature basata sulle corrispondenti pressioni e volumi del gas. Il termometro a gas presenta un'elevata precisione, per cui è utilizzato per calibrare altri strumenti di misura della temperatura.
L'equazione dei gas ideali indica che per un volume fissato di gas, la pressione aumenta all'aumentare della temperatura. La pressione è una misura della forza applicata dal gas sull'unità di area delle pareti del contenitore ed è correlata all'energia interna del sistema, in particolare ad un aumento di temperatura corrisponde un aumento di energia termica del sistema.
Quando due sistemi con temperature differenti vengono posti a contatto termico tra di loro, la temperatura del sistema più caldo diminuisce, indicando in generale che il calore "lascia" il sistema, mentre il sistema più freddo incamera energia e aumenta la sua temperatura. Quindi il calore "si muove" sempre da una regione a temperatura maggiore verso una a temperatura minore, questa differenza di temperatura, detto anche gradiente di temperatura, influenza il trasferimento di calore tra i due sistemi.

### Definizione di temperatura dal secondo principio della termodinamica
È possibile definire la temperatura anche in termini del secondo principio della termodinamica, che stabilisce che ogni processo risulta in un'assenza di cambiamento (per un processo reversibile, ovvero un processo che è possibile far evolvere all'inverso) o in un aumento netto (per un processo irreversibile) dell'entropia dell'universo.
La seconda legge della termodinamica può essere vista in termini di probabilità: si consideri una serie di lanci di una moneta; in un sistema perfettamente ordinato, il risultato di tutti i lanci sarà sempre testa o sempre croce. Per ogni numero di lanci, esiste solo una combinazione in cui il risultato corrisponde a questa situazione. D'altra parte, esistono numerose combinazioni risultanti in un sistema disordinato, dove una parte dei risultati è testa e un'altra croce. All'aumentare del numero di lanci, aumenta il numero di combinazioni corrispondenti a sistemi non perfettamente ordinati. Per un numero abbastanza elevato di lanci, è preponderante il numero di combinazioni corrispondenti a circa 50% di teste e circa 50% di croci e ottenere un risultato significativamente differente da 50-50 diventa improbabile. Allo stesso modo i sistemi termodinamici progrediscono naturalmente verso uno stato di massimo "disordine", ovvero massima entropia.
Abbiamo stabilito precedentemente che la temperatura di due sistemi controlla il flusso di calore tra di loro e abbiamo appena mostrato che l'universo - e ci aspetteremmo qualsiasi sistema naturale - tende ad avanzare verso lo stato di massima entropia. Quindi, ci aspetteremmo che esista un qualche tipo di relazione tra temperatura ed entropia. Allo scopo di trovare questa relazione, consideriamo innanzitutto la relazione tra calore, lavoro e temperatura.
Un motore termico è un congegno che converte una parte del calore in lavoro meccanico; l'analisi della macchina di Carnot ci fornisce la relazione cercata. Il lavoro prodotto da un motore termico corrisponde alla differenza tra il calore immesso nel sistema ad alta temperatura, {\displaystyle q_{H}} e il calore emesso a bassa temperatura, {\displaystyle q_{C}}. L'efficienza {\displaystyle \eta } è pari al lavoro diviso il calore immesso, ovvero:
{\displaystyle \eta ={\frac {w_{cy}}{q_{H}}}={\frac {q_{H}-q_{C}}{q_{H}}}=1-{\frac {q_{C}}{q_{H}}}}
dove {\displaystyle w_{cy}} è il lavoro svolto a ogni ciclo. Si vede che l'efficienza dipende solo da {\displaystyle {\frac {q_{C}}{q_{H}}}}. Poiché {\displaystyle q_{C}} e {\displaystyle q_{H}} corrispondono rispettivamente al trasferimento di calore alle temperature {\displaystyle T_{C}} e {\displaystyle T_{H}}, {\displaystyle {\frac {q_{C}}{q_{H}}}} è funzione di queste temperature, cioè:
{\displaystyle {\frac {q_{C}}{q_{H}}}=f(T_{H},T_{C})}
Il teorema di Carnot stabilisce che i motori reversibili operanti alle due stesse temperature assolute sono ugualmente efficienti. Quindi qualsiasi motore termico operante tra {\displaystyle T_{1}} e {\displaystyle T_{3}} deve avere la stessa efficienza di un motore consistente di due cicli, uno tra {\displaystyle T_{1}} e {\displaystyle T_{2}}, l'altro tra {\displaystyle T_{2}} e {\displaystyle T_{3}}. Questo è vero solo se:
{\displaystyle q_{13}={\frac {q_{1}q_{2}}{q_{2}q_{3}}}}
per cui:
{\displaystyle q_{13}=f(T_{1},T_{3})=f(T_{1},T_{2})f(T_{2},T_{3})}
Siccome la prima funzione è indipendente da {\displaystyle T_{2}}, {\displaystyle f(T_{1},T_{3})} è della forma {\displaystyle {\frac {g(T_{1})}{g(T_{3})}}}, ovvero:
{\displaystyle f(T_{1};T_{3})=f(T_{1};T_{2})f(T_{2};T_{3})={\frac {g(T_{1})}{g(T_{2})}}\times {\frac {g(T_{2})}{g(T_{3})}}={\frac {g(T_{1})}{g(T_{3})}}}
dove g è una funzione di una singola temperatura. Possiamo scegliere una scala di temperature per cui:
{\displaystyle {\frac {q_{C}}{q_{H}}}={\frac {T_{C}}{T_{H}}}}
Sostituendo quest'ultima equazione nell'equazione in quella dell'efficienza, otteniamo una relazione per l'efficienza in termini di temperatura:
{\displaystyle \eta =1-{\frac {q_{C}}{q_{H}}}=1-{\frac {T_{C}}{T_{H}}}}
Per {\displaystyle T_{C}=0} K l'efficienza è del 100% e diventa superiore al 100% per ipotetiche temperature minori di 0 K. Poiché un'efficienza superiore al 100% vìola il primo principio della termodinamica, 0 K è la temperatura asintoticamente raggiungibile. In effetti, la temperatura più bassa mai ottenuta in un sistema macroscopico reale è stata di 450 picokelvin, o 4,5×10−10 K, conseguita da Wolfgang Ketterle e colleghi al Massachusetts Institute of Technology nel 2003. Sottraendo il termine di destra dell'equazione (5) dalla porzione intermedia e riordinando l'espressione, si ottiene:
{\displaystyle {\frac {q_{H}}{T_{H}}}-{\frac {q_{C}}{T_{C}}}=0}
dove il segno − indica che il calore è ceduto dal sistema. Questa relazione suggerisce l'esistenza di una funzione di stato, chiamata entropia {\displaystyle S}, definita come:
{\displaystyle dS={\frac {\delta q_{\mathrm {rev} }}{T}}}
dove il pedice rev indica che il processo è reversibile. La variazione dell'entropia in un ciclo è zero, per cui l'entropia è una funzione di stato. L'equazione precedente può essere riscritta al fine di ottenere una nuova definizione della temperatura in termini di entropia e calore:
{\displaystyle T={\frac {\delta q_{\mathrm {rev} }}{dS}}}
Siccome l'entropia {\displaystyle S} di un dato sistema può essere espressa come una funzione della sua energia {\displaystyle E}, la temperatura {\displaystyle T} è data da:
{\displaystyle {\frac {1}{T}}={\frac {dS}{dE}}}
Il reciproco della temperatura è il tasso di crescita dell'entropia con l'energia.

## Capacità termica
La temperatura è legata alla quantità di energia termica posseduta dal sistema, tranne che nei passaggi di stato, quando a un sistema viene fornito calore la sua temperatura aumenta proporzionalmente a quella quantità di calore. La costante di proporzionalità viene detta capacità termica e corrisponde alla "capacità" del materiale di immagazzinare calore.
Il calore è conservato in diversi modi, corrispondenti ai vari stati quantici accessibili dal sistema. Con l'aumento della temperatura, più stati quantici diventano accessibili, risultando in un incremento della capacità calorica. Per un gas monoatomico a bassa temperatura, gli unici modi accessibili corrispondono al movimento traslazionale degli atomi, così tutta l'energia è dovuta al movimento degli atomi.
Ad alte temperature, diventa possibile la transizione degli elettroni, che incrementa la capacità calorica. Per molti materiali, queste transizioni non sono importanti sotto i 1×104 K, mentre invece, per alcune molecole comuni, le transizioni sono importanti anche a temperatura ambiente. A temperature estremamente alte (>1×108 K), possono intervenire fenomeni di transizione nucleare. In aggiunta alle modalità traslazionali, elettroniche e nucleari, le molecole poliatomiche possiedono modalità associate con la rotazione e le vibrazioni lungo i legami chimici molecolari, che sono accessibili anche a basse temperature. Nei solidi, la maggior parte del calore immagazzinato corrisponde alla vibrazione atomica.

### Definizione statistica

La temperatura di un gas è la misura dell'energia cinetica media dei suoi atomi o molecole. In questa illustrazione la dimensione degli atomi di elio relativamente agli spazi vuoti è mostrato a 136 atmosfere di pressione.

Come detto sopra, per un gas monoatomico ideale, la temperatura è legata al moto traslazionale o alla velocità media degli atomi. La teoria cinetica dei gas fa uso della meccanica statistica per correlare questo movimento all'energia cinetica media degli atomi e delle molecole del sistema.
In particolare, per un gas monoatomico ideale, l'energia interna è pari ai 3/2 della temperatura (assoluta, in unità energetiche):
{\displaystyle U={\frac {3}{2}}T}
Quindi, un gas ha un'energia interna di circa 1 eV a una temperatura di circa 666 meV cioè a circa 7736 K, mentre, a temperatura ambiente (circa 298 K), l'energia media delle molecole d'aria è pari a circa 38,5 meV. Questa energia media è indipendente dalla massa delle particelle. Benché la temperatura sia legata all'energia cinetica media delle particelle di un gas, ogni particella ha la sua energia, che potrebbe non corrispondere alla media. In un gas in equilibrio termodinamico la distribuzione dell'energia (e quindi delle velocità) delle particelle corrisponde alla distribuzione di Maxwell.

## Valori di temperatura (casi particolari)

### Zero assoluto
La temperatura 0 K viene detta zero assoluto e corrisponde al punto in cui le molecole e gli atomi hanno la minore energia termica possibile, cioè zero. Nessun sistema macroscopico può dunque avere temperatura inferiore o uguale allo zero assoluto.

### Temperatura infinita
Non esiste un limite superiore per i valori di temperatura. In termini di meccanica statistica, l'aumento di temperatura corrisponde a un aumento dell'occupazione degli stati microscopici a energie via via più alte rispetto allo stato fondamentale. Formalmente, la temperatura infinita corrisponde a uno stato del sistema macroscopico in cui tutti gli stati microscopici possibili sono ugualmente probabili (o, in altri termini, sono occupati con uguale frequenza).

#### Temperatura di Planck
La temperatura di Planck costituisce l'unità di misura di Planck (o unità di misura naturale) per la temperatura. Come molti valori di Planck, essa rappresenta l'ordine di grandezza in cui effetti quantistici e gravitazionali ("general-relativistici") non possono più essere trascurati gli uni rispetto agli altri, dunque individua la regione al limite della nostra capacità di descrizione attuale (visto che non abbiamo ancora una teoria coerente della gravità quantistica). Il fatto che corrisponda a un valore straordinariamente alto (1,415×1032 K), e che quindi probabilmente è stata raggiunta solo dall'universo in una precocissima fase immediatamente successiva (circa 10−43 secondi) al Big Bang, non costituisce un vincolo teorico sui valori fisicamente ammissibili per la temperatura.

#### Limite sulla temperatura come conseguenza del limite della velocità della luce
L'esistenza di un limite superiore per la velocità degli oggetti non pone in ogni caso un limite superiore per la temperatura, per il semplice motivo che l'energia cinetica di un corpo relativistico non è data dalla formula newtoniana che cresce quadraticamente, ma da una formula più complessa che dà valore infinito quando la velocità si avvicina a quella della luce nel vuoto. Dato che la temperatura è proporzionale all'energia cinetica (per i sistemi di particelle libere), la temperatura comunque diverge all'avvicinarsi della velocità media a {\displaystyle c}.

### Temperature negative
A basse temperature, le particelle tendono a muoversi verso gli stati a più bassa energia. Incrementando la temperatura, le particelle si spostano in stati di energia sempre più alti.
Come detto, a temperatura infinita, il numero di particelle negli stati di energia bassi e negli stati di energia alti diventa uguale. In alcune situazioni, è possibile creare un sistema in cui ci sono più particelle negli stati alti che in quelli bassi. Questa situazione può essere descritta con una "temperatura negativa".
Una temperatura negativa non è inferiore allo zero assoluto, ma invece è superiore a una temperatura infinita.

#### Esempio
Precedentemente, abbiamo visto come il calore viene conservato nei vari stati traslazionali, vibrazionali, rotazionali, elettronici e nucleari di un sistema. La temperatura macroscopica di un sistema è correlata al calore totale conservato in tutti questi modi, e in un normale sistema termico l'energia viene costantemente scambiata tra i vari modi. In alcuni casi, però, è possibile isolare uno o più di questi modi.
In pratica, i modi isolati continuano a scambiare energia con gli altri, ma la scala temporale di questi scambi è molto più lenta di quella degli scambi all'interno del modo isolato. Un esempio è il caso dello spin nucleare in un forte campo magnetico esterno. In questo caso, l'energia scorre abbastanza rapidamente tra gli stati di spin degli atomi interagenti, ma il trasferimento di energia verso gli altri modi è relativamente lento. Siccome il trasferimento di energia è predominante all'interno del sistema di spin, in genere si considera una temperatura di spin distinta dalla temperatura dovuta alle altre modalità.
Basandoci sull'equazione (7), possiamo dire che una temperatura positiva corrisponde alla condizione in cui l'entropia incrementa mentre l'energia termica viene introdotta nel sistema. Questa è la condizione normale del mondo macroscopico, ed è sempre il caso per le modalità traslazionale, vibrazionale, rotazionale, e per quelle elettroniche e nucleari non legate allo spin. La ragione di questo è che esiste un infinito numero di queste modalità e aggiungere calore al sistema incrementa le modalità energeticamente accessibili, e di conseguenza l'entropia. Ma, nel caso dei sistemi di spin elettronico e nucleare, ci sono solo un numero finito di modalità disponibili (spesso solo due, corrispondenti allo spin-up e allo spin-down). In assenza di un campo magnetico, questi stati di spin sono "degeneri", ovvero corrispondono alla stessa energia. Quando un campo magnetico esterno viene applicato, i livelli di energia vengono separati, in quanto gli stati di spin che sono allineati al campo magnetico hanno un'energia differente da quelli anti-paralleli a esso.
In assenza di campo magnetico, ci si aspetterebbe che questi sistemi con doppio spin abbiano circa metà degli atomi con spin-up e metà con spin-down, perché così si massimizzerebbe l'entropia. In seguito all'applicazione di un campo magnetico, alcuni degli atomi tenderanno ad allinearsi in modo da minimizzare l'energia del sistema, portando a una distribuzione con un po' più di atomi negli stati a bassa energia (in questo esempio assumeremo lo spin-down come quello a minore energia). È possibile aggiungere energia al sistema di spin usando delle tecniche a radio frequenza. Questo fa sì che gli atomi saltino da spin-down a spin-up. Siccome abbiamo iniziato con più di metà degli atomi in spin-down, questo porta il sistema verso una miscela 50/50, così che l'entropia aumenta e corrisponde a una temperatura positiva. Ma a un certo punto più di metà degli spin passerà in spin-up e in questo caso aggiungere altra energia abbassa l'entropia, perché allontana il sistema dalla miscela 50/50. Questa riduzione di entropia a seguito di un'aggiunta di energia corrisponde a una temperatura negativa.

## La temperatura in natura e in meteorologia

### Il ruolo della temperatura in natura
Molte proprietà dei materiali, tra cui gli stati (solido, liquido, gassoso o plasma), la densità, la solubilità, la pressione di vapore, e la conducibilità elettrica, dipendono dalla temperatura. La temperatura gioca anche un ruolo importante nel determinare la velocità con cui avvengono le reazioni chimiche. 
Questa è una delle ragioni per cui il corpo umano ha vari e complessi meccanismi per mantenere la temperatura attorno ai 37 °C, dal momento che pochi gradi in più possono provocare reazioni dannose, con serie conseguenze.
La temperatura controlla anche il tipo e la quantità di radiazione termica emessa da una superficie. Un'applicazione di questo effetto è la lampada a incandescenza, dove un filamento di tungsteno è scaldato elettricamente, fino a raggiungere una temperatura alla quale sono emesse quantità significative di radiazione visibile.
Impatto della temperatura sulla velocità del suono, la densità dell'aria e l'impedenza acustica:
| T in °C | v in m/s | ρ in kg/m³ | Z in N·s/m³ |
| ------- | -------- | ---------- | ----------- |
| -10     | 325,4    | 1,341      | 436,5       |
| -5      | 328,5    | 1,316      | 432,4       |
| 0       | 331,5    | 1,293      | 428,3       |
| 5       | 334,5    | 1,269      | 424,5       |
| 10      | 337,5    | 1,247      | 420,7       |
| 15      | 340,5    | 1,225      | 417,0       |
| 20      | 343,4    | 1,204      | 413,5       |
| 25      | 346,3    | 1,184      | 410,0       |
| 30      | 349,2    | 1,164      | 406,6       |